# Rueyres (Vaud)
Rueyres és un municipi de Suïssa del cantó de Vaud, situat al districte del Gros-de-Vaud.